# Raf Verjans
Raf Verjans (Tongeren, 12 mei 1935 - 27 januari 2022) was een Belgisch beeldhouwer en edelsmid.

## Biografie
Geboortestad
Raf Verjans werd geboren te Tongeren op 12 mei 1935. Tongeren is de oudste stad van België en heeft een rijke geschiedenis. Ontstaan als een Romeins militair kampement ontwikkelde Tongeren zich tot een Gallo-Romeinse nederzetting. Voor de Romeinse inval in de eerste eeuw voor Christus binnenvielen, werd Tongeren bevolkt door de Eburonen. Deze stam, genaamd de Tungri, werden door de Romeinen bijna volledig uitgeroeid waarna zij de toestemming kregen om er zich te vestigen. Aan deze stam heeft de stad haar naam te danken. Het tumultueuze en rijke verleden van Tongeren vormde de bakermat van Raf Verjans’ inspiratie voor zijn kunst. Deze 4-dimensionale spanningen en het dualistisch getouwtrek die zich in de bodem van Tongeren hebben genesteld, vormen als het ware de voeding van Raf Verjans’ filosofie.
Opleiding
Zijn hogere studies in de edelsmeedkunst heeft hij doorgebracht in de kunstschool te Maredsous (1949-1956). Daar liep hij school samen met andere bekende kunstenaars als Felix Roulin, Jean William, Emile Souply, enz... . Na zijn opleiding heeft hij een buitenlandse reis van een gemaakt. In deze periode verbleef hij onder meer gedurende 3 maanden in Athene. Vervolgens keerde hij terug naar West-Europa om er in een edelsmederij te Maastricht een werkstage te doen. Hier vervolmaakte Verjans zijn vervaardigheden. Vanaf 1958 begon hij als zelfstandige beeldhouwer en edelsmid.
Tentoonstellingen
Tijdens zijn carrière heeft Raf Verjans meer dan 50 tentoonstellingen georganiseerd. De allereerste tentoonstelling vond plaats in 1959 in de Galerie “Dols” te Luik. De tentoonstellingen reisden heel Europa rond, maar de meest toonaangevende edities speelden zich af in de streek rond Tongeren en haar 10 zustersteden. Deze zustersteden vormden mettertijd ook een steunpilaar voor zijn kunst. In talrijke locaties, waaronder Cultuurcentrum Velinx in Tongeren, het provinciehuis van Limburg, het Domein Den Rooy in Meerle, Petit Rouge te Blankenberge,... en nog veel meer plaatsen, is zijn werk permanent te bezichtigen.

## Zijn kunst
Kerkelijke kunst’ en ‘abstracte kunst’
In de beginjaren van zijn carrière als zelfstandig edelsmid, koperdrijver en beeldhouwer concentreerde Raf Verjans zich hoofdzakelijk op kerkelijke kunst en alles wat met eredienst en rituelen te maken had. Prominente voorbeelden hiervan zijn o.a. kelken, cibories, tabernakels, kandelaars, etc. tot zelfs het interieur van kerken. In het tijdsbeeld van de laatste fase van de heersende hoogconjunctuur in de Kerkelijke wereld was dit vanzelfsprekend. Vanaf 1964 stapte hij dan geleidelijk af van die religieuze gebruiksvoorwerpen en gaat hij over naar het ‘profane’. Wat voordien versiering was, deint uit tot sculptuur. 
In de jaren ’60 zwaaien anti-burgerlijkheid, anti-elitarisme, anti-militarisme, anti-kunst, ... enz. de plak. Uit dit tijdsbeeld ontstaan een reeks ‘schrootsculpturen’. Zijn kunstambachtelijke activiteiten handelden in die periode hoofdzakelijk rond de kerkelijke smederij. Doch als tegenpool van deze toegepaste kunsten zocht en vond Verjans compensatie in de scheepsdokken van Antwerpen. Het bleek een fascinerende periode te worden tijdens dewelke hij dagenlang betrokken was bij het afbraakproces van zeeschepen en zwaar oorlogsmateriaal. De fascinatie voor fantastische bouwsels van het menselijk genie gedoemd tot de schroothoop, de hallucinerende wereld van staal, snijbranders, breek-, hijs- en vernietigingsmachines met dito geuren en geluiden, is wellicht de start geweest van het bronthema Dualiteit, dat zijn verdere loopbaan zal gaan beheersen.
Juweelkunst
Dankzij de uitgebreide technische en vormelijke opleiding Edelsmederij die Verjans in de kunstschool van Maredsous had gevolgd, werd de juweelkunst al snel één van zijn voornaamste beroepsactiviteiten. Dit vormde op zijn beurt als het ware een alibi om zich te storten op de creatie van ruimtelijke sculpturen, hetgeen volledig in een symbiotische verhouding stond met zijn natuur, talent, aspiraties, intrinsieke motivatie en visie. Zijn juwelen kunnen beschouwd worden als mini-sculpturen. Het zijn hierdoor geen sieraden in de klassieke betekenis. Ze lokken eerder een vorm van medeplichtigheid uit met de filosofische visie van Raf Verjans in relatie tot de fenomenen ”Homoïde-dualiteit” en “4de Dimensie“.
Het dragen van zijn mini-sculpturen fungeert eerder als de participatie aan een monument dan als een louter sieraad of statussymbool. Vaak spreken ze van een engagement, van verbondenheid op een hoger niveau. Hierbij spelen modetrends, kledij en het lichaam een ondergeschikte rol. Ieder juweel is voor Raf Verjans een verhaal dat als een puzzelstukje deel uitmaakt van een groter geheel en dat die verbondenheid kenmerkt. Met zijn juwelen wil hij de drager ervan aanzetten tot verkenning, ontdekking, inzicht en deel uit maken van een bredere realiteit. Dit consitueert de toegevoegde 4-dimensionale waarde die door eigen inzicht in beweging komt. 
Werken
Met de Edelsmeedkunst als vertrekpunt deinen Raf Verjans’ werken uit over verschillende disciplines, maar zowel het ambachtelijke als het ruimtelijke aspect blijft de hoofdtoon. Kenmerkend in al zijn werken gaande van tekeningen, gedichten, muziek, monumenten, juwelen en kleinsculpturen is het monumentale karakter en de universele verbondenheid. Zijn materialen komen steeds terug: brons, zilver, steen, marmer, goud, ... . Deze materialen gebruikt hij om universele begrippen als leven, dood, relatie, leegte, spiegel, het schrift, ... en andere dualistische begrippen die de mens al sedert het ontstaan van de mensheid heeft gekend en bewerkt. Zijn werken wentelen steeds rond deze thematieken en trachten een antwoord te formuleren op verscheidene levensvragen. 
De werken gebruiken de mens als hoofdfiguur, in zijn individuele status en zijn universele vorm. Verjans organiseert een ontmoeting met deze twee vormen, zowel in zijn kunst, als bij de toeschouwer.
Projecten
Omwille van Raf Verjans’ filosofie en dualistische kunst, is hij steeds op zoek naar een verbondenheid met mensen op een 4-dimensioneel niveau. Hiermee wil hij aantonen dat een liefdesrelatie veel meer is dan het collectieve begrip inhoudt, dat een vriendschapsrelatie veel meer is dan een gevoel of een reeks van overeenkomsten of afspraken. Door via kunst een verbondenheid aan te gaan met een instelling, een persoon of een vereniging bekomt hij de dichtste benadering tot wat hij de 4de dimensie noemt. Daarom vindt Raf Verjans het ontzettend belangrijk om samen met anderen tot een ontwerp te komen dat past binnen de eigenheid van de opdrachtgever, en iets zegt over de universele verbondenheid van de ziel van de opdrachtgever en de kunstenaar zelf.
Enkele van zijn projecten:
1 “Gouverneur Roppe” Hasselt 1980  
Het bronzen borstbeeld is in 3 delen opengetrokken. De verschuivingen hierdoor ontstaan, geven aanleiding tot interacties tussen positieve en negatieve vormen.  De gesuggereerde beweging, dynamiek en evolutie die hieruit voortvloeien, zijn de ingrediënten van de dualiteit en het 4-dimensioneel principe.  De stuwende kracht achter dit vormenspel vertrekt echter vanuit de zwarte mazy-sokkel, met name mevrouw Roppe die als het ware verscholen zit aan de binnenkant van haar echtgenoot.  Haar profiel, bescheiden en bijna onzichtbaar, is de aanzet van positieve en negatieve vormen, die zich in opwaartse richting ontwikkelen in plexiglas, van zwart tot transparant. Hiermee bracht Verjans duidelijk een hommage aan mevrouw Roppe.     
2 “Elektro Thijs” Sculptuur in Genk 1989      
Deze architecturale, geïntegreerde muursculptuur in graniet en brons stelt de “Homoïde “ als onderdeel van het industrieel – elektronisch proces voor.

3 “Homo Intervallum” 1998   
Deze sculptuur stelt Raf Verjans’ gedrevenheid voor kunst voor. Hij toont er mee aan dat hij als mens of kunstenaar een spilfiguur is tussen dualistische begrippen. Hij verklaart hiermee zijn incomplete verschijning als ‘mensachtige’.
4 “Passing memorial”  1990
Deze sculptuur is een hommage aan “de passant” – voorbijganger in de filosofie van het evolutieproces van het komen en gaan van de Homoïde. Het is de synthese en de rode draad van Raf Verjans’ visie en filosofie. 
5 “Homo Universalis” in Zutendaal 1990
Dit beeld bestaat uit twee natuurstenen platen, waarin een menselijk bronzen figuur in de twee delen en in negatief verwerkt is. De negatieve profielen zijn de tweedimensionale begrenzing van de Mens. De derde en de vierde dimensie is de invulling, de leegte tussen de eerste en de tweede blok. Dit geheel van negatieve en positieve vormen is de start van een evolutie in tijd en ruimte die door de toeschouwer via observatie, meditatie, participatie en eigen fantasie en creativiteit kan worden opgebouwd. 
Dit project sluit aan bij de uitstraling van het natuurgebied van Zutendaal dat aan een universele behoefte: het beantwoordt aan een steeds groeiende menselijke behoefte inzake bezinning en rust.
6 “150 jaar Provinciewet” geïntegreerd kunstwerk in raadszaal nieuw provinciehuis Hasselt 1991
In dit monumentale kunstwerk wordt de menselijke voorstelling fragmentarisch weergegeven en verspreidt in een spel van positieve en negatieve vormen. De mens als tijdelijke verschijning, zijn tijdloze evolutie, zijn komen en gaan... gestolde bewijzen van zijn passage, vroeger, nu, morgen...sporen van zijn genie, zijn beperkingen, zijn menselijkheid. Al deze thema’s komen hier aan bod en verklaren hoe diep zijn filosofie reikt en hoe deze denkwijze vertaald wordt in zijn kunst.        
7 “Solo Orto Memorial” monumentaal sculptuur in Hasselt 1993
Letterlijk betekent de titel van dit werk  ‘na zonsopgang’. De uitgesproken cirkelvorm van het monument legt de associatie met de titel. Het werk zelf symboliseert een nieuwe dag, een nieuw tijdperk, ... . De zelfstandige ondernemers van Hasselt willen door haar dynamisch initiatief en door middel van het monument een signaal geven die de boodschap van vernieuwing en ondernemingsgeest.     
8 “Homo Incognitus” 1993
Deze figuur is een illustratie van een kortstondige verschijning in het geordende Universum. Zijn reis situeert zich ver buiten de geboorte en de dood en plaatst ons in een andere dimensie, de vierde dimensie. De mens heeft in die dimensie altijd naar een redelijk antwoord gezocht om te komen tot een vorm van geloof in onsterfelijkheid.      
9 “Tungri Memorial” in Tongeren 1994 CC de Velinx
In de Velinx, het culturele centrum van Tongeren, prijkt deze monumentale wandsculptuur. Dit kunstwerk is te vergelijken met een archeologisch bodemonderzoek dat zijn levenssporen van vroegere en toekomstige beschavingen onthult. De archeoloog werkt volgens Raf Verjans op eenzelfde manier als een kunstenaar. Hij maakt zijn vondsten zichtbaar en stelt ze gedeeltelijk ten toon. Achter de ruwe en geoxideerde wand verschijnen menselijke profielen die de Homoïden (mensachtige) voorstellen. Omwille van de negatieve contouren van deze profielen ontstaat een “leegte”  die kenmerkend is voor de visie van Raf Verjans. Deze dualiteitgedachte, vertaald in positieve en negatieve vormen, is de basis van zijn kunst.     
Het werk staat bol van de verwijzende symbolen zoals een spiegel, zand en schrift, teneinde het verhaal kracht bij te zetten en de tijdloosheid en universaliteit ervan te benadrukken. De titel verwijst naar de volksstam, de Tungri, die zich in de streek van Tongeren vestigden na de uitroeiing van de Eburonen (met Ambiorix als stamhoofd ) door de Romeinen.  
10 “Homo Novus”  Vesalius ziekenhuis Tongeren 1999  
Dit kunstwerk genaamd ‘de nieuwe mens’ is de algemene benaming van een filosofie. Het beeld is een balkvormige voorstelling van het ontstaan van een mens: een langdurig proces van ontluiking, een nieuwe geboorte. De Tongerse afdeling van de Lions Club International schonk dit stuk aan het ziekenhuis.

11 “ vzw Responsum arti facit r.a.f. 1995”
In 1995 vierde Raf Verjans zijn veertigste verjaardag als kunstenaar en tevens ook zijn zestigste verjaardag in de Velinx in Tongeren.  De tentoonstelling stond voor een unitaire en grote uitdieping van één van zijn levensvragen ‘Hoe word je kunstenaar?’.
Raf Verjans ervaart ‘kunstenaar zijn of worden’ als een pre-embryonale voortbestemming die zich op een gegeven ogenblik zeer sterk opdringt, als een soort van virus. Dit virus nestelt zich in het individu met als gevolg een blijvende scheppingsdrang. Daaruit besluit Raf Verjans dat je als kunstenaar geboren wordt, en de drang zich afhankelijk van opvoeding, ambitie, karakter, maatschappelijke situatie en andere factoren verder ontwikkelt in een kunstbeoefening.
De kunstenaars moeten naast hun overlevingsdrang, verlangen naar erkenning, het narcisme en egocentrisme, de eenzaamheid en marginaliteit, de neiging tot zelfverheerlijking en zelfvernietiging, hoop en wanhoop, twijfel, het gevecht met de materie, het ambachtelijke, vakdiscipline, enz. hun weg vinden in het dagelijkse leven. Zij zijn voortdurend in beweging, dankzij de veranderlijke maatschappij en het vervormen van het kunstbeeld.
Volgens Raf Verjans betaalt de kunstenaar de prijs van extreme levenslust en duizendmaal sterven. Kunstenaar zijn is geen vak of beroep, maar hij oefent wel een kunstzinnig beroep uit. Uit deze tentoonstelling vloeit de vzw Responsum Arti Facit voort.
“Universele boodschap”
‘Enkel zij die het onzichtbare zien kunnen het onmogelijke doen’ is de leuze van de discussiegroep die georganiseerd werd door de Universiteit van de Verenigde Naties en de Unesco, met de medewerking van de Japanse regering, de Stichting van Japan en van de federatie van de Japanse UNESCO-verenigingen.  Het colloquium handelde over het thema ‘Wetenschap en Cultuur: een gemeenschappelijke weg naar de toekomst “.
De inhoud van de discussiegroep ging over hoe de wetenschap een geloof van blijvende vooruitgang baarde, hetgeen in een materialistisch ingestelde maatschappij resulteerde. Uit deze stelling ontstonden twee tegengestelde ideologieën: enerzijds de technische ontwikkeling met een standaardisering van de samenleving, anderzijds deze van het behoud van de culturele identiteit en respect voor de diversiteit.
Deze dualiteit is gebaseerd op het aloude geloof dat wetenschap en cultuur onverenigbaar zijn.
Tijdens de afgelopen driehonderd jaar hebben wetenschappers deze stellingen in vraag gesteld. Door de komst van vernieuwde tijdsgeesten vond men ruimte om deze discussie weer te openen. De Tokio-boodschap wil dit aan iedereen overbrengen. De Tokio-boodschap plaatst menselijke waarden weer centraal en geeft aandacht aan de rol van de vrouw in een maatschappij. ‘Eenheid in verscheidenheid’ luidt de boodschap.
In tegenstelling tot tolerantie die tot eenheid leidt, wordt ontreddering veroorzaakt door vijandigheid ten aanzien van (etnische, religieuze, raciale, e.a.) verscheidenheid.
De nieuwe holistische visie die uit de hedendaagse wetenschappelijke kennis voortvloeit, gekoppeld aan de herwaardering van sommige traditionele waarden, zouden de basis kunnen vormen voor een duurzame vrede. Dat is de taak van de boodschap die de Unesco in Tokio formuleerde.     
12 “Homo Dirtsa 2000” project vzw Assepoester Hasselt 2000
Het artistieke concept symboliseert thema’s als solidariteit, groepsgeest en vriendschap. De sculptuur werd gemaakt naar aanleiding van de musical ‘Astrid’ voor de onmisbare werkkrachten en spelers van de musical. Homo Dirtsa is een verwijzing naar de permanente zoektocht binnen het mensenras en overstijgt de historische figuur ‘Astrid’.
13 ”Levensmuur”  voor woon- en zorgcentrum Sint Franciscus Tongeren 2005
Het beeld symboliseert de menselijke levenscyclus. De levensmuur leest bijna als een beeldverhaal over geboorte, leven, dood en wedergeboorte. 
De drie open silhouetten suggereren een tijdloze menselijke aanwezigheid waarin de bronzen figuren de uiteindelijke vorm van de mens zullen aannemen. Net zoals ‘Tungri Memorial’ bulkt deze sculptuur van de symbolische elementen. 

## Zijn filosofie
Raf Verjans hanteert in zijn kunst een weluitgesproken visie die wentelt rond drie kernbegrippen of thema’s: Homoïden, dualiteit en 4de dimensie. Deze begrippen vormen een antwoord op belangrijke levensvragen die zich in de sfeer begeven van leven, dood, geboorte, onsterfelijkheid, tijd en ruimte. Raf Verjans’ kunst is de verbeelding van die antwoorden.
Start van de homoïden
In 1974 begon Raf Verjans met zijn Homoïden. Homoïden worden omschreven als getuigenissen, overblijfselen van het mensdom en tijdloze relieken. Dit is de blauwdruk van de mens als universeel begrip. De Homoïde is als het ware een toerist, een reiziger die in de tijd op zoek is naar zijn bestemming. De archeoloog graaft in zijn verleden op zoek naar sporen. De restaurateurverzamelaar bewaart, herstelt en stelt de sporen tentoon. De kunstenaar verpakt alles wat er over de Homoïde wordt gevonden in een kunstvorm.
Dualiteit
Dualiteit is een begrip dat verweven zit in alle kunsten en ambachten van Raf Verjans. Het gaat over opbouw en afbraak, waarin tegenstellingen, complementariteit, beweging en polarisatie hoogtij vieren. De oosterse opvatting inzake Yin en Yang is één van de bekendste voorbeelden van dualiteit. Dualiteit krijgt in de kunst van Raf Verjans vorm door het steeds wisselende spel van positieve en negatieve vormen. 
Het fragmentarisch weergeven van menselijke vormen staat symbool voor het tijdelijke en tijdloze - opbouw en afbraak - het ontbrekende en aanvullende, enz... 
4de-dimensie
In die dualiteit ontstaat er een leegte die een ander tijdsbegrip kent. Stoffelijke beelden zijn geen doel op zich, maar een overgangsfase en een verwijzing naar een hogere vorm van tijd en ruimte. De materie is de begrenzing van een geestelijk proces. 
Het waarnemen en inschatten van ruimte buiten deze begrenzende materie, noemt men de 4de-dimensie.
Zand
Zand is een belangrijke materie voor Raf Verjans en speelt een prominente rol in zijn filosofie. Deze oermaterie is onontbeerlijk in de ambachtelijke werkwijze van Raf Verjans: bij het boetseren, bij de model- en mallenbouw en bij de smelt- en giettechniek van brons.
Zand heeft, volgens Raf Verjans, alles te maken met de cyclus van opbouw en afbraak. Een bewijs hiervan is dat bijvoorbeeld een woestijn niet enkel een geografisch begrip is, maar ook een metafoor voor een passage, een kruispunt, een ontmoeting,... Voor Raf Verjans is zand of de woestijn de basis van waaruit hij zijn wereld en visie kan oriënteren en sturen.
In deze opvatting kunnen veel van zijn gebruikte begrippen zoals ontmoetingen, passanten, sarcofagen enzovoort verklaard worden.
Filosofie
De filosofie van Raf Verjans kan gefundeerd worden op het volgende citaat:
“de ervaring over de wereld van ver-wondering (de kunstganger)
boven de be-wondering (kunst),
omdat ver-wondering een venster (onze geest) opent naar bruikbare creativiteit (het kunstambacht) in alle lagen van de bevolking in onze maatschappij, de homoïden (de mensen)
Impulsen, indrukken, sporen en prikkels van de beeldhouwkunst zijn louter een vertaling of boodschap van het vormelijk denken.”
Hiermee bedoelt de kunstenaar dat het ervaren van kunst belangrijker is dan het bewonderen van kunst, omdat de ervaring meer creativiteit vereist en deze ook laat groeien, en dat voor alle mensen op de wereld. De dingen die we bewonderen in kunst zijn slechts indrukken en prikkels die het denken van de mens vertalen en omzetten naar een beeld of een vorm.
Wat is kunst? Door de ogen van Raf Verjans:
Kunst is kosmisch, het streeft naar eenheid waaraan alles zich dient aan te passen. Deze eenheid wordt door de mens als schoonheid ervaren, omdat ze leidt naar harmonie.
Voor Raf Verjans is kunst het domein van het onverklaarbare, het onuitspreekbare en een deel van een universele wetmatigheid. Maar kunst kan ook een gecodeerde geheimtaal zijn, waarvan de kunstenaar een decoder en vertaler is. De achtergelaten sporen van dit hele proces vinden we terug in beelden, boeken, films, muziek,... 

## T2000 wereldwijd
Naar aanleiding van de historische viering 2000 jaar Tongeren in 1985 werd er door het Provinciebestuur Limburg een Europees Monumenten-Project uitgewerkt.  De doelstelling: de historische uitstraling van Tongeren als Romeinse stad die tastbaar wordt door de oprichting van deze monumenten in de voornaamste Romeinse steden in de ons omliggende landen.
Hiermee wil de Provincie in de internationale belangstelling komen en wordt er de kans gegeven aan Limburg om zich cultureel-toeristisch te profileren.
Elf steden in Europa delen een zusterband met Tongeren. Deze steden kregen een identiek afgietsel van het monument dat in Tongeren staat. Zo is het monument een verwijzing naar de Romeinse heirbanen die er in de vroegere jaren gelegd werden tussen deze 11 steden. De deelnemende steden zijn : Bavay, Aarlen, Heerlen, Maastricht, Trier, Nijmegen, Keulen, Doornik, Metz en zelfs Rome.

## Kunst-boek-werk
Naar aanleiding van zijn veertig jaar kunstenaarschap en zijn zestigste verjaardag werd het “Sculptuur-boek” in 1995 gerealiseerd in combinatie met een merkwaardige en eigenzinnige tentoonstelling (in samenwerking met Erno Vroonen en Gabriele Pellegrini) in het cultureel centrum “de Velinx” te Tongeren.  Het kreeg de naam “RAF’95 Responsum Arte Facit”.

## Concept Raf Verjans
ConceptRAFVERJANS is ontstaan uit een verlangen om de kunst en de wereld van Raf Verjans in zijn geheel te kunnen beleven. Enkel op deze manier kan de visie van Raf Verjans volledig gevat worden. conceptRAFVERJANS is de verzamelnaam van mensen die zich er voor inzetten om een eenduidig en helder beeld te scheppen van alle facetten van Raf Verjans. conceptRAFVERJANS omvat de creatie van sculpturen en juwelen, workshops, beeldenroutes en nog veel meer. RAF VERJANS is een merknaam die een totaalbeleving oproept. Van kunst en cultuur, over muziek en literatuur, tot gastronomie en onthaasting. II. Elf of de dualiteitvisie is een uniek engagement achter conceptRAFVERJANS. 

## Onderscheidingen
- 1963 - Olivetti-prijs (vermelding)
- 1963 - tweede prijs sculptuur Provincie Limburg
- 1965 - Geselecteerd provinciaal en nationaal - Menton (F)
- 1987 - Provinciale Prijs Erepenning Provincie Limburg
- 2005 - Prijs van Cultuur - Tongeren
- 2012 - Markante Tongenaar

- Gemeinsame Normdatei: 174284020
- International Standard Name Identifier: 0000 0000 3007 1337
- Library of Congress Control Number: n78010824
- RKD-Nederlands Instituut voor Kunstgeschiedenis: 80401
- Virtual International Authority File: 3727125
- WorldCat: E39PBJh8RW3KTqQgY8F6kgVt8C